# Pearl Jam (음반)
《Pearl Jam》(때로는 《The Avocado Album》 또는 간단히 《Avocado》라고도 함)은 미국의 얼터너티브 록 밴드 펄 잼의 여덟 번째 스튜디오 음반이다. 이 음반은 소니 뮤직이 발표한 그들의 마지막 음반인 J 레코드의 첫 번째이자 유일한 음반이었다. 이 음반은 《Riot Act》 (2002년) 이후 거의 4년 만에 이 밴드의 첫 정규 스튜디오 음반이었다. 이 밴드는 2004년 11월, 워싱턴주 시애틀의 스튜디오 X에서 펄 잼에 대한 작업을 시작했으며, 2006년 2월에 끝났다.
음반에 수록된 음악은 밴드의 뿌리로의 복귀로 선언되었으며, 공격적인 음향이 돋보이는 업템포의 노래를 강조했다. 노래 가사는 대부분 등장인물들의 관점에서 들려지며 테러와의 전쟁과 같은 당시 미국의 사회정치적 문제들을 다루고 있다.
《Pearl Jam》은 비평가들에게 호평을 받았고 상업적으로 성공을 거두어 빌보드 200 차트에서 2위에 올랐고 결국 밴드의 이전 발매작인 《Riot Act》를 앞질렀다. 이 음반은 또한 〈World Wide Suicide〉, 〈Life Wasted〉, 〈Gone〉 세 개의 싱글을 만들어 냈는데, 이 세 곡은 적당히 성공했다. 밴드는 2006년 월드 투어를 통해 이 음반을 지원했다. 조지 가너는 《케랑!》을 위해 이 음반을 "범죄적으로 과소평가된" 음반이라고 불렀다.

## 녹음
《Pearl Jam》은 워싱턴주 시애틀의 스튜디오 X에서 녹음되었다. 밴드는 2004년 11월, Vote for Change 투어 이후 음반 작업을 시작했고, 프로듀서 애덤 캐스퍼를 다시 고용하여 전작 《Riot Act》를 작업했다. 녹음 세션은 2005년 2월에 시작되었고, 밴드가 북미와 남미를 순회할 때 연말에 세션이 중단되는 등 1년 내내 계속되었다. 이 음반은 2006년 초에 완성되었다. 베이시스트 제프 아멘트는 리드 보컬 에디 베더가 아이를 낳고 밴드가 녹음 중간에 투어를 하기 때문이라고 말했다. 이 음반은 캐스퍼가 스튜디오 X에서 믹스했다.
1993년 《Vs.》 이후 처음으로 밴드 멤버들은 녹음 세션에 참가하지 않고 기타 리프만을 불렀다. 베더는 밴드가 "진짜 아무것도 없이 들어갔다"고 인정했다. 밴드는 둘러앉아 함께 음악을 연주하며 곡 편곡에 대해 논의했고, 불과 일주일 만에 10곡을 완성했다. 아멘트는 이를 "진짜 협력적 노력"이라고 표현했고, 베더는 "절대 민주주의"라고 표현했다. 기타리스트 마이크 매크리디는 밴드 멤버들이 "신선하고 활기차고" 그리고 "그 어느 때보다도 더 잘 소통하고 있다"고 말했다. 세션이 끝날 무렵, 아멘트는 "녹음이 시작하는 방식과 끝나는 방식이 아마도 두 가지 다를 것"이라고 관찰하면서 자료를 완성하기 위해 베더에게 내려왔다. 자신의 작사 과정에 대해, 베더는 각 곡에 대해 적어도 4개의 다른 가사를 썼으며, 많은 곡들이 8곡까지 올라간다고 말했다. 베더는 "천막 안에서 덤불 아래 앉아 있는 《내셔널 지오그래픽》 사진작가처럼 인내심을 요구하는 과정"이라며 "8, 9, 11개의 초안을 작성한 후 실제로 첫 번째 초안을 작성했다"고 덧붙였다. 총 25곡이 작곡되어 13곡으로 최종 트랙리스트에 올랐다. 이후 2008년 아멘트의 솔로 음반 《Tone》에 수록된 〈The Forest〉와 2010년 라이브로 연주되기 시작한 〈Of the Earth〉가 발매되었다.

## 커버 아트 및 버전
브래드 클라우센이 촬영한 이 음반의 커버 아트는 구덩이가 그대로 놓여 있는 가운데 반으로 잘린 아보카도를 묘사하고 있다. 매카르디는 "그것은 일종의 상징입니다... 에드는 그 과정이 끝나가고 있는데, 지금 제가 신경쓰는 건, 우리가 이 음반을 아주 잘 만들었는데, 우리는 그 음반으로 인해 좀 지쳤습니다. 아보카도를 커버에 던지는 거에요. 제 생각엔 그렇게 된 것 같아요. 그리고 저희 미술감독은 "이봐요, 그건 나쁘지 않은 생각이에요."라고 말했어요. 슈퍼볼을 보다가 과카몰레 같은 걸 먹은 것 같았어요."라고 말했다. 이 음반은 자체 타이틀이기 때문에, 많은 팬들이 "Avocado" 또는 "The Avocado Album"으로 언급하고 있다. 이 커버는 《피치포크》 미디어의 2006년 최악의 음반 커버 25장에 이름을 올렸다. 라이너 노트는 아티스트 페르난도 아포다카가 연출한 〈Life Wasted〉 뮤직 비디오의 영상을 특징으로 한다. 사진에는 밴드 멤버들이 피부가 썩고 동물들이 기어들어가는 모습이 담겨 있는데, 아포다카는 특히 〈Life Wasted〉라는 노래가 "삶이 얼마나 연약한지에 대한 나의 해석"에 어울린다고 느꼈다. 이 음반은 더블 바이닐로도 발매되었다.
베더는 자칭 음반 선택에 대해 "결국, 우리는 그 노래들의 제목이 충분하다고 생각했습니다. 그래서 음반에 다른 제목을 붙이는 것은 가식적으로 보였을 것입니다. 그래서, 사실, 이것은 펄 잼의 《Nothing》입니다." 음반 제작 중에 베더는 사운드가든의 1994년 음반 《Superunknown》의 희곡인 《Superun-owned》을 고려하였다. 그는 "저희는 무소유자예요. 우리는 소유권이 없는 채로 남기를 원합니다."
음반의 복사본은 펄 잼의 공식 웹사이트를 통해 소매 버전과 다른 CD 아트 및 패키징을 통해 사전 주문이 가능했으며, 1992년 12월 31일, 뉴욕 아카데미 극장에서 밴드의 쇼를 특징으로 하는 보너스 디스크를 통해 판매되었다. 사전 주문 캠페인도 아이튠즈, 아마존, 베스트 바이가 사진작가 대니 클린치가 촬영한 독점 비하인드 또는 리허설 클립을 각 소매업체에서 받는 것으로 정해졌다.

## 평가
| 전문가 평가          | 전문가 평가 |
| 평가 점수            | 평가 점수   |
| 출처                 | 점수        |
| -------------------- | ----------- |
| AllMusic             | [ 1 ]       |
| The A.V. Club        | B+          |
| Entertainment Weekly | B+          |
| The Guardian         | [ 26 ]      |
| The New York Times   | (favorable) |
| Pitchfork            | (5.5/10)    |
| PopMatters           | (9/10)      |
| Rolling Stone        | [ 30 ]      |
| Slant Magazine       | [ 31 ]      |
| Spin                 | [ 32 ]      |

《Pearl Jam》은 영국에서 2000년 음반 《Binaural》 이후 가장 높은 5위로 차트에 진입했고, 미국에서는 첫 주에 279,564장이 팔렸다. 이 음반은 툴의 음반 《10,000 Days》에 의해 1위를 차지하지 못했다. 닐슨 사운드스캔에 따르면 2009년 7월 현재 이 음반은 미국에서 750,000장이 팔렸다고 한다. 펄 잼은 2002년 《Riot Act》의 50만 8천장에 비해 2009년에는 75만장이 팔렸고, 2006년에는 빌보드 200의 베스트셀러 목록에서 90위를 차지하며, 컴백 히트곡으로 여겨지고 있다. 그것은 미국 음반 산업 협회로부터 골드 인증을 받았다.

## 곡 목록
모든 곡들은 특별한 언급이 없는 한 에디 베더에 의해 작사하였다.
| #   | 제목                   | 작사                | 작곡                    | 재생 시간 |
| --- | ---------------------- | ------------------- | ----------------------- | --------- |
| 1.  | 〈Life Wasted〉        |                     | 스톤 고사드             | 3:54      |
| 2.  | 〈World Wide Suicide〉 |                     | 베더                    | 3:29      |
| 3.  | 〈Comatose〉           |                     | 마이크 매크리디, 고사드 | 2:19      |
| 4.  | 〈Severed Hand〉       |                     | 베더                    | 4:30      |
| 5.  | 〈Marker in the Sand〉 |                     | 매크리디                | 4:23      |
| 6.  | 〈Parachutes〉         |                     | 고사드                  | 3:36      |
| 7.  | 〈Unemployable〉       |                     | 맷 캐머런, 매크리디     | 3:04      |
| 8.  | 〈Big Wave〉           |                     | 제프 아멘트             | 2:58      |
| 9.  | 〈Gone〉               |                     | 베더                    | 4:09      |
| 10. | 〈Wasted Reprise〉     |                     | 고사드                  | 0:53      |
| 11. | 〈Army Reserve〉       | 베더, 데미안 에콜스 | 아멘트                  | 3:45      |
| 12. | 〈Come Back〉          |                     | 매크리디, 베더          | 5:29      |
| 13. | 〈Inside Job〉         | 매크리디            | 매크리디, 베더          | 7:08      |

## 인증
| 국가                                                  | 인증     | 판매량/출하량 |
| ----------------------------------------------------- | -------- | ------------- |
| 오스트레일리아 (ARIA)                                 | 플래티넘 | 70,000^       |
| 브라질 (Pro-Música Brasil)                            | 골드     | 30,000*       |
| 캐나다 (뮤직 캐나다)                                  | 플래티넘 | 100,000^      |
| 뉴질랜드 (RMNZ)                                       | 플래티넘 | 15,000^       |
| 포르투갈 (AFP)                                        | 골드     | 10,000^       |
| 영국 (BPI)                                            | 실버     | 60,000^       |
| 미국 (RIAA)                                           | 골드     | 500,000^      |
| *판매량을 기반으로 한 인증 ^출하량을 기반으로 한 인증 |          |               |